# 켄 프로덕션
켄 프로덕션(일본어: 賢プロダクション)은 일본의 성우 기획사. 우츠미 켄지가 1984년 6월 1일에 설립했다. 위치는 일본 도쿄도 시부야구. 2007년 9월 1일부로 유한회사에서 주식회사로 조직을 변경했다. 2013년 6월 13일 우츠미 켄지가 암성 복막염으로 사망하면서 그의 아들 우츠미 켄타로가 대표이사직을 이어받았다.

## 소속 성우

### 남자
- 나카 히로시
- 나카무라 겐타
- 나카타 카즈히로
- 노자와 나치
- 마스모토 타쿠야
- 마스야마 타케아키
- 마스카와 요이치
- 모가미 츠구오
- 미사이즈 케이스케
- 사쿠라이 토오루
- 사토 타쿠야
- 시노미야 고우
- 시무라 토모유키
- 신 유우키
- 스사키 시게유키
- 아베 아츠시
- 아사리 료타
- 오오하타 신타로
- 오오하라 타카시
- 요나가 츠바사
- 우츠미 켄지
- 이나바 미노루
- 이시이 코지
- 이치죠 카즈야
- 카와다 신지
- 카츠 안리
- 카케하시 아츠시
- 카토 마사유키
- 코니시 카츠유키
- 코마츠 쇼헤이
- 코부시 노부유키
- 타니야마 키쇼
- 타카구치 코스케
- 타카하시 코우지
- 쵸난 쇼타
- 하야시 유우
- 하타나카 타스쿠
- 타키 사토시
- 하마 켄토
- 호즈미 유우야
- 후루타 잇세이

### 여자
- 고우다 에리
- 고토 마이
- 나바타메 히토미
- 나이토 아미
- 나가이 마리코
- 나츠요시 유코
- 나카무라 토모코
- 노무라 마이코
- 니시가키 유카
- 도도 아사코
- 미카지리 노조미
- 사이가 미츠키
- 사토 아이
- 샤모토 하루카
- 스가누마 치사
- 스에가라 리에
- 시마무라 유우
- 시부야 아야노
- 아이다 리카코
- 아이카와 나츠키
- 오가사와라 사키
- 에노모토 치에코
- 와타나베 리사
- 이나가와 에리
- 이노쿠치 유카
- 이와이 유키코
- 이토 시즈카
- 치바 치에미
- 카나이 미카
- 카이다 유코
- 카와카미 아야
- 코다이라 유우키
- 코바야시 미사
- 코보리 미유키
- 코키도 시호
- 키시로 사쿠라코
- 키타하라 사야카
- 쿠레바야시 타쿠미
- 토가시 미스즈
- 하세가와 노도카
- 하야미 케이
- 호리나카 유키
- 호쿠토 미나미
- 후지무라 아유미
- 후지타 아카네
- 히노 미호
- 히라마츠 아키코
- 히로마츠 세리카

## 이전 소속 성우
- 마키시마 나오키 (1985~2014) 현재 오피스카오루
- 스즈카 치하루 현재 프리랜서
- 야마구치 캇페이 (현재 오공 대표이사 이사장)
- 유우키 히로 (1988~2007.05.31) 현재 프리랜서
- 유키노 사츠키 (1992~2016.06) 현재 프리랜서
- 타카노 우라라 (1986~1997.03.23) 현재 리맥스 대표이사
- 후지와라 케이지 (1990~2006.10)